# Sigel (hrabstwo Chippewa)
Sigel – miasto w Stanach Zjednoczonych, w stanie Wisconsin, w hrabstwie Chippewa.